# مزرعه علی‌اکبرخانی
مزرعه علی‌اکبرخانی روستایی در دهستان زردین بخش نیر شهرستان تفت استان یزد ایران است.

## جمعیت
بر پایه سرشماری عمومی نفوس و مسکن در سال ۱۳۹۵ جمعیت این روستا ۴۶ نفر (۲۲خانوار) بوده‌است.